# Кепески, Круме
Круме Кепески (8 апреля 1909, Прилеп — 3 ноября 1988, Скопье) — македонский лингвист.

## Биография
Окончил в 1935 г. Белградский университет по специальности филология. Составил первую грамматику македонского языка, опубликованную в 1946 году. Позднее был профессором в Педагогической академии г. Скопье. Переводил на македонский язык литературные произведения с русского и южнославянских языков. Совместно с Шаипом Юсуфом в 1980 г. опубликовал в 1980 г. грамматику диалекта цыганского языка, на котором говорят в Югославии.
В честь Кепески названа одна из школ в Скопье.

## Сочинения
- К. Кепески. Прилепски говор, 1941, переиздано в 1993
- К. Кепески. Македонска граматика, 1946, 3-е расшир. издание, 1950
- К. Кепески, Шаип Юсуф. Romani gramatika = Romska gramatika (грамматика цыганского языка), 1980.

## Литературе
- Makedonski istoriski rečnik, 2000, ISBN 9989-624-46-1, S. 229
- Horace G. Lunt II, Rezension zu Makedonska gramatika in der Zeitschrift Language, Jg. 27.1951, S. 180—187